# تشين زي زهاو
تشين زي زهاو (بالصينية: 陈志钊) (14 مارس 1988 بآنشان في الصين - ) هو لاعب كرة قدم صيني في مركز الهجوم. لعب مع نادي بكين سينوبو غوان ونادي سيتيزن ونادي غوانغجو آر أند إف ونادي كورينثيانز وShanghai Shenxin F.C. ‏.

## روابط خارجية
- تشين زي زهاو على موقع قاعدة بيانات كرة القدم.إي يو (الإنجليزية)
- تشين زي زهاو على موقع Soccerway.com (الإنجليزية)